# Pseudicius unicus
Pseudicius unicus là một loài nhện trong họ Salticidae.
Loài này thuộc chi Pseudicius. Pseudicius unicus được Elizabeth Maria Gifford Peckham & George William Peckham miêu tả năm 1894.